# Élections municipales de 2014 à Dunkerque
Pour un article plus général, voir Élections municipales de 2014 dans le Nord.
Les élections municipales ont lieu les 23 mars et 30 mars 2014 à Dunkerque.

## Mode de scrutin
Le mode de scrutin à Dunkerque est celui des villes de plus de 1 000 habitants : la liste arrivée en tête obtient la moitié des 33 sièges du conseil municipal. Le reste est réparti à la proportionnelle entre toutes les listes ayant obtenu au moins 5 % des suffrages exprimés. Un deuxième tour est organisé si aucune liste n'atteint la majorité absolue et au moins 25 % des inscrits au premier tour. Seules les listes ayant obtenu aux moins 10 % des suffrages exprimés peuvent s'y présenter. Les listes ayant obtenu au moins 5 % des suffrages exprimés peuvent fusionner avec une liste présente au second tour.

## Contexte
En lice pour son 5e mandat le sénateur-maire de Dunkerque Michel Delebarre se retrouve face à son ancien adjoint-au maire chargé du Sport dans le mandat précédant Patrice Vergriete. L'UMP fait le pari de la jeunesse pour ces élections avec Antoine Diers, la liste RN toujours présente avec Philippe Eymery et Jacques Volant pour la liste Lutte ouvrière.

## Résultats
- Maire sortant : Michel Delebarre (PS)
- 53 sièges à pourvoir (population légale 2011 : 91 386 habitants)

| Tête de liste                                                  | Tête de liste      | Liste                        | Premier tour | Premier tour | Second tour | Second tour | Sièges |  |
| Tête de liste                                                  | Tête de liste      | Liste                        | Voix         | %            | Voix        | %           | Sièges |  |
| -------------------------------------------------------------- | ------------------ | ---------------------------- | ------------ | ------------ | ----------- | ----------- | ------ |  |
|                                                                | Michel Delebarre * | PS-PRG-MRC-PCF-MRC-Les Verts | 11 429       | 28,85        | 10 889      | 26,26       | 7      |  |
| Tous ensemble, nous sommes Dunkerque !                         |                    |                              | 11 429       | 28,85        | 10 889      | 26,26       | 7      |  |
|                                                                | Patrice Vergriete  | Dunkerque en mouvement-UDI   | 14 276       | 36,04        | 23 020      | 55,52       | 42     |  |
| Liste de rassemblement républicain pour Dunkerque en mouvement |                    |                              | 14 276       | 36,04        | 23 020      | 55,52       | 42     |  |
|                                                                | Philippe Emery     | FN                           | 8 948        | 22,59        | 7 547       | 18,20       | 4      |  |
| Défis Dunkerquois                                              |                    |                              | 8 948        | 22,59        | 7 547       | 18,20       | 4      |  |
|                                                                | Antoine Diers      | UMP                          | 3 601        | 9,09         |             |             | 0      |  |
| Retrouvons la fierté d'être Dunkerquois !                      |                    |                              | 3 601        | 9,09         |             |             | 0      |  |
|                                                                | Jacques Volant     | LO                           | 1 352        | 3,41         |             |             | 0      |  |
| Lutte ouvrière faire entendre le camp des travailleurs         |                    |                              | 1 352        | 3,41         |             |             | 0      |  |
|                                                                |                    |                              |              |              |             |             |        |  |
| Inscrits                                                       | Inscrits           | Inscrits                     | 64 480       | 100,00       | 64 480      | 100,00      |        |  |
| Abstentions                                                    | Abstentions        | Abstentions                  | 23 141       | 35,89        | 21 610      | 33,51       |        |  |
| Votants                                                        | Votants            | Votants                      | 41 339       | 64,11        | 42 872      | 66,49       |        |  |
| Blancs et nuls                                                 | Blancs et nuls     | Blancs et nuls               | 1 733        | 2,69         | 1 416       | 2,20        |        |  |
| Exprimés                                                       | Exprimés           | Exprimés                     | 39 606       | 61,42        | 41 456      | 64,29       |        |  |
| * Liste du maire sortant                                       |                    |                              |              |              |             |             |        |  |

### Communes associéesdeDunkerque
| Commune           | Population 2011 | Maire sortant    | Parti | Parti | Maire élu       | Parti | Parti                  |
| ----------------- | --------------- | ---------------- | ----- | ----- | --------------- | ----- | ---------------------- |
| Mardyck           | 285             | Gérard Blanchard |       | PS    | Fabienne Castel |       | Dunkerque en mouvement |
| Fort-Mardyck      | 3 517           | Roméo Ragazzo    |       | PS    | Roméo Ragazzo   |       | PS                     |
| Saint-Pol-sur-Mer | 21 313          | Christian Hutin  |       | MRC   | Christian Hutin |       | MRC                    |

#### Fort-Mardyck
- Maire sortant : Roméo Ragazzo (PS)
- 23 sièges à pourvoir

| Tête de liste            | Tête de liste    | Liste                     | Premier tour | Premier tour | Second tour | Second tour | Sièges | Sièges |
| Tête de liste            | Tête de liste    | Liste                     | Voix         | %            | Voix        | %           | Nombre | %      |
| ------------------------ | ---------------- | ------------------------- | ------------ | ------------ | ----------- | ----------- | ------ | ------ |
|                          | Roméo Ragazzo*   | PS                        | 968          | 51.52        |             |             | 17     |        |
|                          | Didier Hannequin | FN                        | 533          | 28.37        |             |             | 4      |        |
|                          | Régis Douillet   | Fort-Mardyck en mouvement | 378          | 20.12        |             |             | 2      |        |
|                          |                  |                           |              |              |             |             |        |        |
| Inscrits                 | Inscrits         | Inscrits                  | 2761         | 100,0        |             | 100,0       |        |        |
| Abstentions              | Abstentions      | Abstentions               |              | 29.81        |             |             |        |        |
| Votants                  | Votants          | Votants                   | 1937         |              |             |             |        |        |
| Blancs et nuls           | Blancs et nuls   | Blancs et nuls            | 58           |              |             |             |        |        |
| Exprimés                 | Exprimés         | Exprimés                  | 1879         |              |             |             |        |        |
| * Liste du maire sortant |                  |                           |              |              |             |             |        |        |

#### Saint-Pol-sur-Mer
- Maire sortant : Christian Hutin (MRC)
- 35 sièges à pourvoir

| Tête de liste            | Tête de liste        | Liste                          | Premier tour | Premier tour | Second tour | Second tour | Sièges | Sièges |
| Tête de liste            | Tête de liste        | Liste                          | Voix         | %            | Voix        | %           | Nombre | %      |
| ------------------------ | -------------------- | ------------------------------ | ------------ | ------------ | ----------- | ----------- | ------ | ------ |
|                          | Christian Hutin*     | MRC                            | 4098         | 48.86        | 4355        | 50.05       | 27     |        |
|                          | Adrien Nave          | FN                             | 2132         | 25.48        | 2242        | 25.77       | 5      |        |
|                          | Jean-Philippe Titeca | Saint-Pol-sur-Mer en mouvement | 1303         | 15.53        | 1333        | 15.32       | 2      |        |
|                          | Rock Sansalone       | SE                             | 855          | 10.19        | 771         | 8.86        | 1      |        |
|                          |                      |                                |              |              |             |             |        |        |
| Inscrits                 | Inscrits             | Inscrits                       | 14785        | 100,0        | 14785       | 100,0       |        |        |
| Abstentions              | Abstentions          | Abstentions                    |              | 39,30        |             | 38.58       |        |        |
| Votants                  | Votants              | Votants                        | 8974         |              | 9080        |             |        |        |
| Blancs et nuls           | Blancs et nuls       | Blancs et nuls                 | 586          |              | 379         |             |        |        |
| Exprimés                 | Exprimés             | Exprimés                       | 8388         |              | 8701        |             |        |        |
| * Liste du maire sortant |                      |                                |              |              |             |             |        |        |

## Logos des candidats

Logo de Patrice Vergriete